# Przywileje dla Gdańska

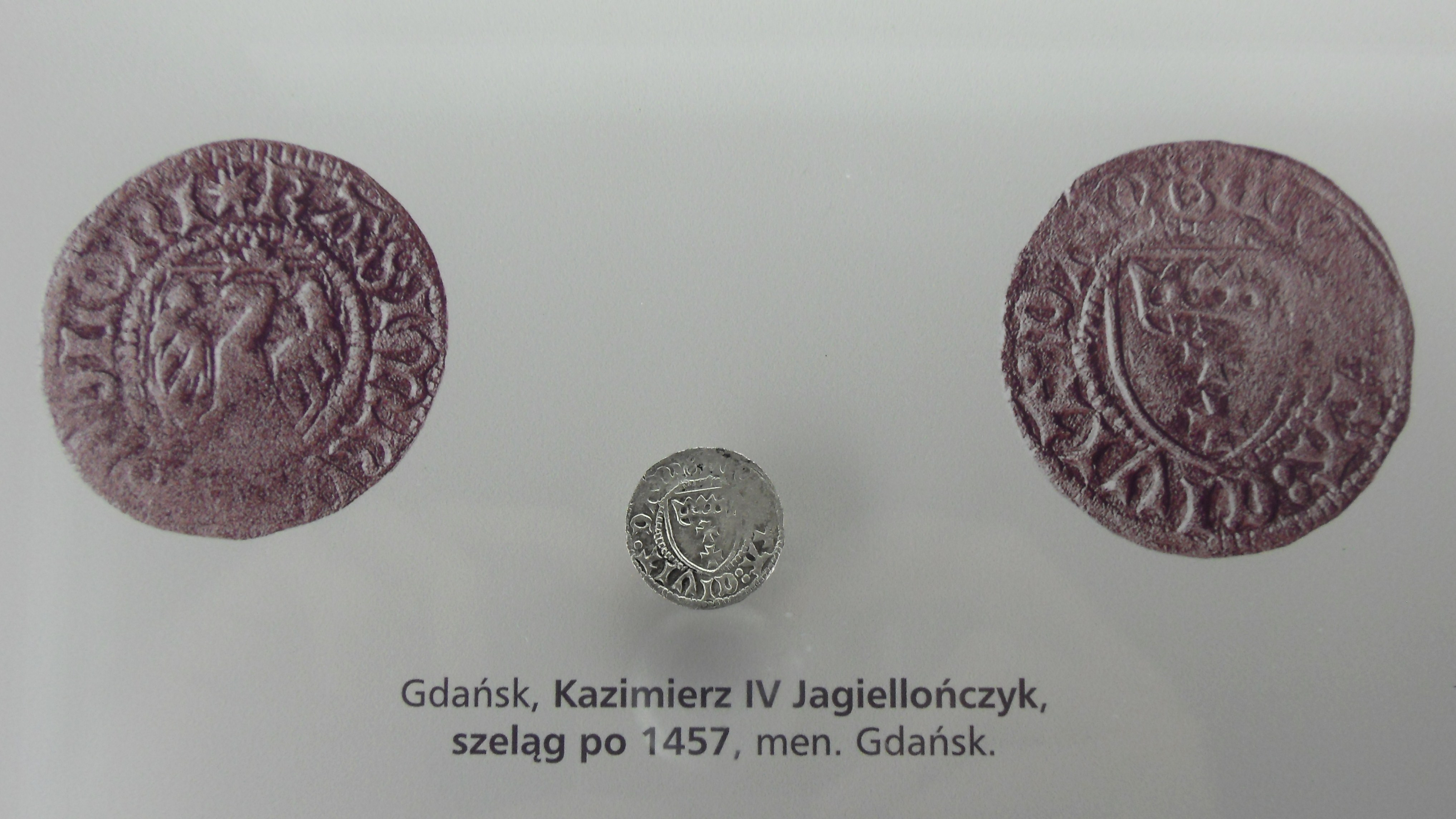
Gdański szeląg z imieniem Kazimierza Jagiellończyka, po 1457

Przywileje dla Gdańska, przywileje kazimierzowskie (łac. privilegia Casimiriana) – grupa przywilejów nadanych miastu Gdańsk w latach 1454–1457 przez króla Kazimierza Jagiellończyka (1427–1492), w zamian za udział gdańszczan po stronie Polski w wojnie trzynastoletniej z zakonem krzyżackim oraz liczne pożyczki na prowadzenie wojny udzielane polskiemu królowi.

## Historia
Z chwilą inkorporacji Gdańska, 6 marca 1454, miasto przyjęło zwierzchność króla polskiego i zrównane zostało w prawach z innymi polskimi miastami królewskimi. Jednocześnie król powierzał Gdańskowi troskę o bezpieczeństwo tej części państwa i czynił go pośrednikiem w morskiej wymianie handlowej. Mennica gdańska otrzymała prawo bicia własnej monety z imieniem królewskim. 
16 czerwca połączono organizmy miejskie Głównego Miasta, Osieku, Starego Miasta i Nowego Miasta, a przywilej elbląski zapewniał, że w promieniu 30-40 km nie powstanie żaden zamek, natomiast Gdańsk na tym terenie będzie miał wyłączność praw miejskich.
9 lipca 1455 przywilejem piotrkowskim król zakazywał wprowadzania w Gdańsku ceł i opłat portowych, ponad już istniejące. Odtąd cła miały być w gestii króla, który dążył do ich zniesienia i ożywienia handlu polskiego kupiectwa z gdańskim. W maju 1457 Gdańsk otrzymał królewski przywilej subsydiarny (tzw. wielki przywilej). Dotyczył on ceł na towary przewożone pomiędzy Polską a miastem. Zniesiony został obowiązek wyładunku w komorach celnych towarów transportowanych drogą wodną z Polski, Litwy i Rusi. Król zniósł cło wiślane i lądowe na terenie całych Prus. W Gdańsku zniósł ostatecznie cło funtowe (nałożone przez Krzyżaków i będące powodem niezadowolenia gdańszczan).
Kolejnym przywilejem miasta było prawo obsadzania urzędników miejskich. Rada miasta mogła udzielać obcym kupcom pozwoleń na prowadzenie handlu w Gdańsku, ale otwierać i zamykać żeglugę portową mógł tylko król. Kazimierz Jagiellończyk pozostawił sobie także prawo patronatu nad Kościołem Mariackim i prawo obsadzania proboszcza tej parafii. W związku z przyłączeniem Gdańska do Polski miasto zyskało w swoim herbie i na fladze złotą koronę.
Liczne przywileje dla Gdańska wynikały z niedoceniania przez króla roli dostępu do morza i panowania nad Bałtykiem. W rezultacie niewłaściwej interpretacji stały się one przyczyną nieporozumień między gdańszczanami a późniejszymi władcami Polski.